# Chiesa di San Biagio (Castelnuovo Belbo)
La chiesa di San Biagio è la parrocchiale di Castelnuovo Belbo, in provincia di Asti e diocesi di Acqui.

## Storia
La chiesa è posta nella parte bassa del nucleo abitato di Castelnuovo Belbo e la sua costruzione risale alla seconda metà del XVIII secolo.
In epoca medievale la chiesa parrocchiale del comune di Castelnuovo, che fino alla fine del XVII secolo era limitato ad un piccolo nucleo ai piedi delle mura del castello (una fortezza aleramica distrutta nel 1514 da Guglielmo IX del Monferrato), era stata la piccola chiesa romanica di San Biagio che si trova a circa un chilometro di distanza verso ovest, nei pressi del cimitero.	
Nel XVII secolo vi è evidenza di una chiesa parrocchiale dedicata a Santa Maria, collocata all'interno delle mura  (area oggi chiamata rocca, La ròca in piemontese, tuttora delimitata da importanti tratti delle mura difensive); l'edificio fu demolito nel 1760, ed il materiale recuperato per la costruzione della nuova chiesa parrocchiale adiacente all'abitato , dedicata a San Biagio ed affacciata sulla Strada Ducale (ora Via Vittorio Emanuele II).
Dopo il terremoto del 2000, fu necessario sottoporre l'edificio a importanti lavori di restauro.

## Caratteristiche
L'edificio, in stile barocco è ad una navata con cappelle laterali e transetto appena accennato.

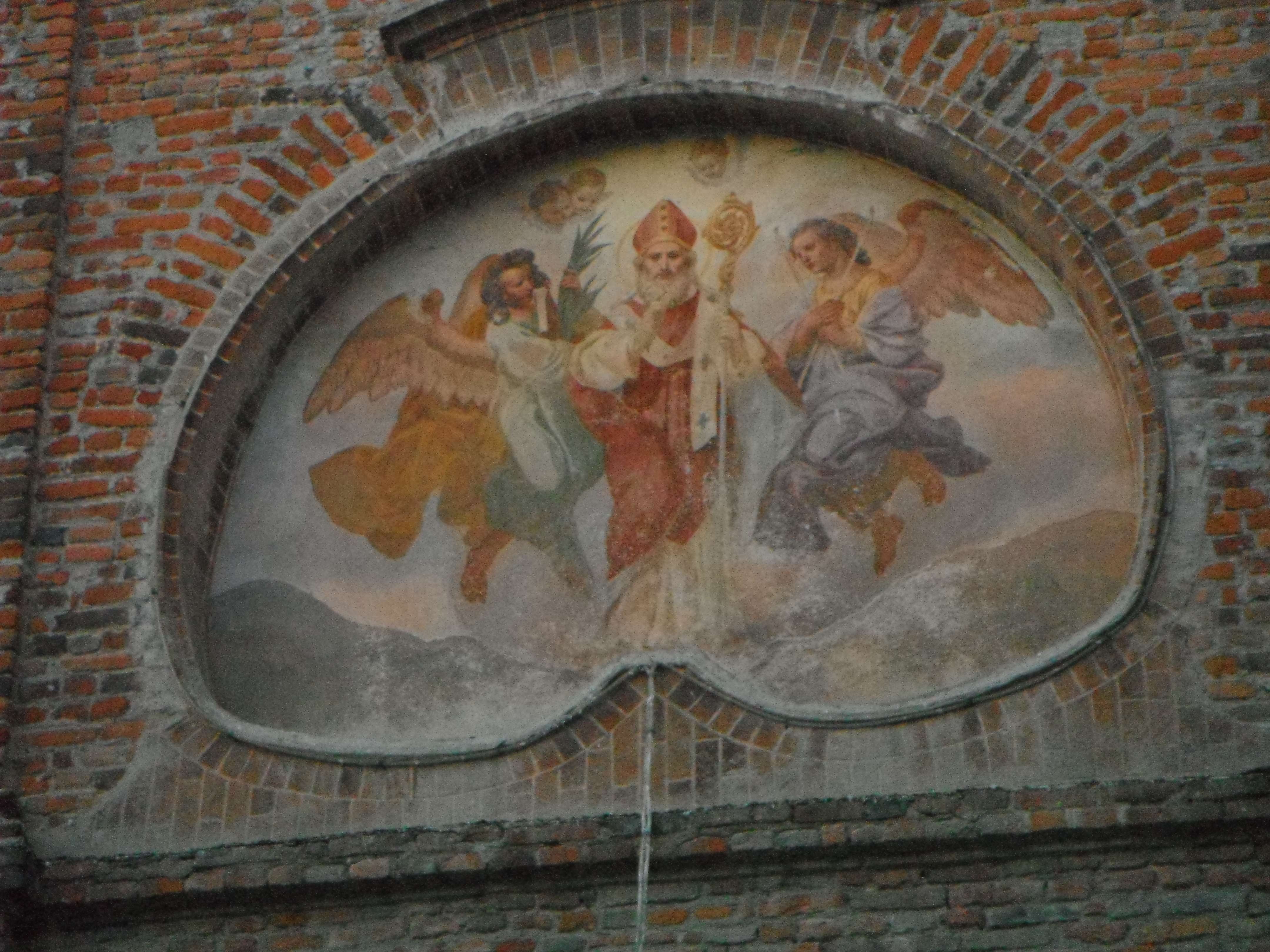
Affresco sulla facciata raffigurante San Biagio

La facciata, a due ordini sovrapposti sormontati da un timpano triangolare, è scandita da lesene leggermente salienti e possiede un portale in stile barocco.
Sulla facciata è possibile ammirare un affresco raffigurante San Biagio tra due angeli mentre all'interno si trova un dipinto settecentesco sempre raffigurante San Biagio. 
Sul fianco occidentale si innalza il campanile, in mattoni e con un caratteristico tetto a "cipolla", di epoca coeva alla chiesa.